# Rigarda
Rigarda (em catalão:  Rigardà) é uma comuna francesa na região administrativa da Occitânia, no departamento dos Pirenéus Orientais. Estende-se por uma área de 3.60 km², e possui 634 habitantes, segundo o censo de 2018, com uma densidade de 180 hab/km².